# Lambeth
Lambeth is een district in Zuid-Londen, Engeland, dat zijn naam heeft gegeven aan de grotere London Borough of Lambeth. Het ligt ten zuiden van de Theems, tegenover het Palace of Westminster, op ongeveer 1,6 km van Charing Cross. Oorspronkelijk was Lambeth een parochie in het graafschap Surrey.
In Lambeth staat het paleis van de aartsbisschop van Canterbury. Elke tien jaar worden er de bisschoppenconferenties gehouden van de Anglicaanse Kerk: de Conferenties van Lambeth.
Aan de Kennington Lane bevindt zich de Royal Vauxhall Tavern, die als een van de oudste en bekendste homobars van Londen geldt.

## Geschiedenis
De naam Lambeth werd voor het eerst vermeld in 1062 als Lambehitha, wat "aanlegplaats voor lammeren" betekent. In de middeleeuwen ontwikkelde de aartsbisschop van Canterbury hier zijn residentie, Lambeth Palace, dat nog steeds dienstdoet als zijn officiële verblijfplaats. Lambeth was ook de locatie van belangrijke verdragen in de 13e eeuw en delen van het land zijn tot op heden eigendom van het Britse koningshuis (Duchy of Cornwall).
Door de aanleg van bruggen zoals de Westminster Bridge in de 18e eeuw groeide het gebied snel, met een sterke toename van industrie en bewoning tijdens de industriële revolutie. In de 19e eeuw kwam hier ook het spoorvervoer bij, wat leidde tot de verdere ontwikkeling van buurten zoals Waterloo.
Lambeth werd zwaar getroffen tijdens de Tweede Wereldoorlog, waaronder door een V2-raket in 1945. In de naoorlogse periode werd het heropgebouwd en tegenwoordig is het een diverse en dichtbevolkte wijk, met een grote Afro-Caribische en Portugese gemeenschap. Belangrijke gebouwen zijn onder andere Lambeth Palace, de International Maritime Organization (IMO) en de voormalige hoofdzetel van de London Fire Brigade.
Het gebied staat ook bekend om zijn literaire geschiedenis met schrijvers als William Blake en W. Somerset Maugham. Lambeth beschikt over meerdere parken, goede openbaar vervoerverbindingen en een rijk verleden dat nog steeds zichtbaar is in het stadsbeeld.

## Geboren
- Catharina Howard (ca. 1523-1542), koningin van Engeland in 1540/'41; vijfde vrouw van Hendrik VIII - terechtgesteld
- Arthur Sullivan (1842-1900), componist
- Sir Oliver Wardrop (1864-1948), diplomaat en kartveloloog
- Ronnie Biggs (1929-2013), treinovervaller betrokken bij de Grote treinroof
- Peter Mansfield (1933-2017), natuurkundige en Nobelprijswinnaar (2003)
- Jonathan Sacks (1948-2020), opperrabijn, filosoof en politicus
- Lawrie Sanchez (1959), Noord-Iers voetbaltrainer en voormalig voetballer
- Tim McMullan (1963), acteur
- Mike Brewer (1964), televisieberoemdheid
- Phil Babb (1970), Iers voetballer
- Stella McCartney (1971), modeontwerpster
- Akram Khan (1974), danser en choreograaf
- Albert Adomah (1987), Ghanees voetballer
- Luke Ayling (1991), voetballer
- Ethan Pinnock (1993), voetballer